# Undulostrea megodon
Undulostrea megodon is een tweekleppigensoort uit de familie van de Ostreidae. De wetenschappelijke naam van de soort is voor het eerst geldig gepubliceerd in 1846 door Hanley.